# Wilhelm II. (Chalon)
Wilhelm II. († 3. Januar 1203) war ein Graf von Chalon aus dem Haus Thiern. Er war ein Sohn des Grafen Wilhelm I. von Chalon.
Im Jahr 1174 verzichtete Wilhelm auf seine Rechte um das Land von Saint-Benoît-sur-Loire zugunsten der gleichnamigen Abtei. Einen langjährigen Konflikt trug er mit der Abtei Cluny um den Besitz von Paray-le-Monial aus, die 1180 eine Intervention des Königs Philipp II. August provozierte. Der König erzwang eine vertragliche Einigung zwischen den Konfliktparteien. Wilhelm nahm am dritten Kreuzzug teil und erreichte im Juli 1190 die Belagerung von Akkon.
Aus seiner Ehe mit einer namentlich nicht bekannten Frau hatte er eine Tochter:
- Beatrix († 7. April 1227), Gräfin von Chalon
  - ⚭ mit Graf Stephan III. von Auxonne († 1241)
  - ⚭ mit Guillaume III. des Barres († 1249)